# Luis Pinillos Ashton
Luis Vicente Pinillos Ashton (Lima, 1 de febrero de 1945) es un médico oncólogo peruano.

## Biografía
Hijo de Luis Víctor Pinillos Ganoza y de Elsie Elvira Ashton Castillo.
Estudió Medicina en la recién inaugurada Universidad Peruana Cayetano Heredia, en la cual obtuvo el título de Médico-Cirujano. Realizó la especialización en Cirugía oncológica y general en la misma casa de estudios. Ha realizado estudios de especialidad en Radioterapia Médica en la Universidad de Mánchester, el Royal College of Physicians y en el Royal College of Surgeons, todos en Inglaterra.
Regresó al Perú como médico asistente en el departamento de radioterapia del Instituto Nacional de Enfermedades Neoplásicas, luego se desempeñó como Subjefe y Jefe del Departamento.
De 1985 a 1988 fue director general del Instituto Nacional de Enfermedades Neoplásicas.
Desde 1986, es representante del Perú en el Comité Científico de Naciones Unidas para el Estudio de los Efectos de las Radiaciones Atómicas (UNSCEAR), en el cual ha sido Vicepresidente (1993-1994) y Presidente (1995-1996).
En 2005 fue presidente de la Asociación Ibero Latinoamericana de Terapia Radiante Oncológica.

### Labor académica
Es Académico de Número de la Academia Nacional de Medicina, Académico Honorario de la Academia Peruana de la Salud miembro de la Sociedad Peruana de Radiología y de la Sociedad Peruana de Mastología.
Se ha desempeñado como profesor de la Universidad Peruana Cayetano Heredia, en la cual ha sido Jefe del Departamento de Radiología de 1993 a 1999.
Es miembro de la Comisión Internacional de Protección Radiológica y del Comité de Ética del Centro Internacional de Investigaciones sobre el Cáncer. De la misma manera, es miembro de la Sociedad Americana de Radioterapia y de la Sociedad Europea de Radioterapia.

### Ministro de Salud
En mayo de 1988 fue designado como Ministro de Salud por el presidente Alan García. Ejerció el cargo hasta mayo de 1989.

## Publicaciones
- La Salud en el Perú: Estrategia de Gestión (1989)

## Reconocimientos
- Orden Daniel Alcides Carrión en el grado de Gran Cruz del Ministerio de Salud
- Medalla Hipólito Unánue en el Grado de Gran Cruz del Ministerio de Salud
- Medalla de la Organización Panamericana de la Salud